# Huonia hylophila
Huonia hylophila is een libellensoort uit de familie van de korenbouten (Libellulidae), onderorde echte libellen (Anisoptera).
De wetenschappelijke naam Huonia hylophila is voor het eerst geldig gepubliceerd in 1942 door Lieftinck.